# Бэнкс, Томми (политик)
Томас Бенджамин Бэнкс (англ. Thomas Benjamin Banks; 17 декабря 1936, Калгари, Канада — 25 января 2018, Эдмонтон) — канадский пианист, композитор и дирижёр, джазовый музыкант. Сенатор. Кавалер Ордена Канады.

## Биография
Томми Бэнкс родился 17 декабря 1936 года в Калгари, но вырос в Эдмонтоне. Мать будущего музыканта, Лаура Линдсей (Laura Lindsay), была известна на телевидении Эдмонтона. В интервью в 2016 году Бэнкс выразил признательность своим родителям, за то что они верили в него и позволили начать карьеру в столь юном возрасте. Он рано начал изучать игру на фортепиано, а в 14 лет стал выступать вместе с джазовым саксофонистом Доном Томпсоном. В 1954—1958 годах Бэнкс был музыкальным руководителем музыкального театра Орион в Эдмонтоне. Позднее выступал в качестве пианиста и дирижёра со многими оркестрами Канады.
На Экспо 67 руководил джазовым квинтетом и стал продюсером первого из Эдмонтонских дней клондайков. Выступал музыкальным руководителем церемоний на играх Содружества, проходивших в Эдмонтоне в 1978 году, Всемирных университетских играх, проходивших там же в 1983 году, на Экспо 86 в Ванкувере и на Зимних Олимпийских играх 1988 года в Калгари, а также на государственных визитах президента США Рональда Рейгана, Папы Иоанна Павла II и королевы Елизаветы II.
Несколько лет вёл телевизионное ток-шоу Томми Бэнкса на CBC TV (1968—1974, 1980—1983) и CITV Edmonton (1974—1976), для которого выступал также пианистом, аранжировщиком и дирижёром. Снялся в нескольких художественных фильмах, а также в сериале Celebrity Revue, снятом в Ванкувере в конце 1970-х.
Томми Бэнкс был председателем фонда исполнительских искусств Альберты в 1978—1986 годах, возглавлял музыкальную программу Grant MacEwan College в Эдмонтоне в 1983—1987 годах, был председателем Фонда концертных залов Эдмонтона в 1989—1991 годах. Он был членом многих организаций США и Канады в сфере искусств. За вклад в музыкальную индустрию и музыкальное наследие Канады Бэнкс получил специальную награду SOCAN в 2010 году.
Активная музыкальная карьера сменилась активной политической. В 2000 году, после начала работы в Сенате, Томми Бэнкс перестал заниматься продюсированием и работать пианистом. Помимо работы в Сенате, Бэнкс был членом Совета Канады в 1989—1995 годах и политическим консультантом в 1996—1998 годах.
В 2013 году, через пару лет после окончания работы в Сенате, Бэнкс снова стал выступать на джазовых площадках в Эдмонтоне и по всей стране.

## Музыкальная карьера
В 1960—1968 годах в качестве пианиста и дирижёра оркестра выступал со многими поп-исполнителями и стал очень популярным в Западной Канаде. Позднее Бэнкс выступал координатором эстрадных программ Эдмонтонского симфонического оркестра, который выступал вместе с такими исполнителями как Викки Карр, Арета Франклин, Энгельберт Хампердинк и Том Джонс. В 1970-х годах работал с Монреальским симфоническим оркестром с участием французского композитора Мишеля Леграна, а также с Гамильтонским филармоническим оркестром с участием американского певца Джека Джонса. В записях Эда Эванко, Кларенса «Большого» Миллера и Джуди Сингх оркестром дирижировал Томми Бэнск. В качестве приглашённого дирижёра симфонических оркестров Томми Бэнкс выступал во многих городах Канады, в частности в Торонто, Виннипеге, Реджайне, Саскатуне, Калгари, Ванкувере, а также в США (Мемфис) и Европе (Будапешт). В Оттаве Бэнкс дирижировал оркестром Национального центра искусств.
В 1970-х годах Бэнкс принимал Jazz Radio-Canada на своём шоу на телевидении. В 1978 году биг-бэнд Бэнкса выступил на джазовом фестивале в Монтрё в Швейцарии. Запись этого концерта получила премию Джуно за лучший джазовый альбом. Позднее коллектив Бэнкса продолжил выступление на многих площадках Jazz City. В 1983 году квинтет Томми Бэнкса совершил тур по Азии, посетив Японию, Гонконг, Малайзию и Китай, а в начале 1990-х годов совершил поездку по Канаде и Европе. Вплоть до 2003 года Томми Бэнкс продолжал вести свой собственный биг-бэнд.
Бэнкс сочинил несколько музыкальных фантазий, в частности The Lady That’s Known as Kate и The Gift of the Magi, партитуру для спектакля Пьера Бертона Klondike, выпустил множество джинглов. Записи Бэнкса с различными музыкальными коллективами для радиопередач CBC были выпущены в период с 1962 по 1977 год. В 1990-х годах на собственном лейбле Century II вышел сольный альбом для фортепиано.

## Политическая карьера
В начале 1980-х годов Бэнкс стал активно участвовать в политике. Он работал в отраслевой консультативной группе по международной торговле (SAGIT), помогавшей правительству Канады в ходе переговоров по Североамериканскому соглашению о свободной торговле (НАФТА). В кампании за общенациональный референдум по внесению поправок в конституцию, проходившей в 1995 году, он представлял Альберту и в паре с профессором Кэтлин Махони выступал в телевизионных дебатах по этому вопросу против Стивена Харпера и Мела Хертига.
В 2000 году Томми Бэнкс получил назначение в Сенат, в котором представлял Либеральную партию, и сосредоточился на обязанностях в парламентском собрании. Бэнкс был членом Постоянного комитета по национальным финансам, Специального комитета по незаконному обороту наркотиков и Постоянного комитета по национальной безопасности и обороне (SCONSAD), а также председателем Подкомитета по делам ветеранов. Трижды Бэнкс становился председателем Постоянного комитета по энергетике, окружающей среде и природным ресурсам, дважды возглавлял Альбертское парламентское собрание. Принимал активное участие в разработке Закона о национальных парках Канады (2000), Закона об отмене законодательных актов (2008) и Закона о сохранении морской среды Канады (2001). Бэнкс покинул Сенат по истечение срока полномочий в декабре 2011 года, когда ему исполнилось 75 лет.

## Награды
Среди наград Томми Бэнкса:
- Лучший джазовый альбом (Jazz Canada Montreux, 1978), Juno Awards (1979)[6]
- Grand Prix du Disques — Canada, Канадский музыкальный совет (1979)
- Кавалер Ордена Канады (1991)[7]
- Лучшее эстрадное выступление (Канадская премия кантри-музыки 1990 года), Gemini Awards (1992)[8]
- Премия за особые достижения, SOCAN (2010)

## Семья
Бэнкс был женат. В семье Иды и Томми Бэнксов родилось трое детей: Джил, Том-младший и Тоби. Тоби скончался в 2001 году. Джил вышла замуж за Кевина Чипмэна. На момент смерти в 2018 году у Бэнкса было четверо внуков: Mallory, Matthew, Thomas and Jenna. Внучка музыканта, Mallory Chipman, 23, продолжает традиции и поёт джаз, а также работает в MacEwan University.